# 스틴거 작전
스틴거 작전(크로아티아어: Operacija Žalac, 세르비아어: Operacija Žaoka)은 크로아티아 독립 전쟁 초기인 1991년 7월 26일에서 27일 사이 크로아티아에 반기를 들고 봉기한 세르브계 크로아티아인 세력이 일으킨 SAO 크라이나가 바노비나 지역의 크로아티아 경찰서를 향해 공격한 일련의 공세이다. 이 공세는 글리나와 코지브로드의 경찰서에 집중되었으며 이 외에도 드보르에서 코지브로드 사이 크로아티아 경찰의 일련의 주둔지를 향했다. 글리나와 코지브로드 외에도 드보르 북부의 스트루가 마을에서는 세르브계 크로아티아 군대가 스투루가 및 인근의 잠라차 마을에서 납치한 크로아티아인들을 인간 방패로 사용하며 격렬한 전투를 펼쳤다.
세르브계 반군은 글리나의 경찰서를 점령하였으나, 스트루가에 반군이 도착하기 전 완충지대를 만들기 위해 배치된 유고슬라비아 인민군(JNA)에게 저지되어 정지하였고, 유고슬라비아 인민군은 크로아티아 경찰의 대피를 도와주었다고 발표하였다. 7월 29일에는 비세르비아계 민간인들이 코지브로드 및 그 남쪽의 마을에서 전부 대피하였으며 코지브로드 경찰서도 철수하였다. 바노비나 지역의 전투로 마을 대부분이 세르브계 반군과 유고 인민군이 점령하게 되었다.
전투 이후 세르브계 반군은 드보르 지역 사령관을 위협하며 전투 중 소속 부대원의 사망에 책임이 있다고 비난하였다. 직후 드보르 공립병원에서 치료를 받고 있던 크로아티아 민간인 수 명을 학살하였다. 크로아티아 정부는 드라간 바실코비치를 글리나에서의 공격으로 민간인들을 살해하였고 포로를 고문하고 살해한 전쟁 범죄 혐의로 기소하였다. 바실코비치는 2006년 오스트레일리아에서 체포되었으며 2015년 1월 크로아티아로 송환되어 징역 15년형을 선고받았다.

## 배경
1990년 크로아티아 사회주의 공화국에서 열린 총선거에서 크로아티아 민주연합(크로아티아어: Hrvatska demokratska zajednica, HDZ)이 압승하고 사회주의 정당이 패배하자 세르브인과 크로아트인 사이 민족 긴장이 늘어나기 시작했다. 유고슬라비아 인민군(세르비아어: Jugoslovenska Narodna Armija, JNA)은 크로아티아의 저항을 최소화시키기 위해 크로아티아 영토방위군(TO)의 무기를 압수하였다. 1990년 8월 17일, 양 민족간 긴장이 폭발하여 세르브계 크로아티아인이 크로아티아 내에서 세르브계가 가장 많이 사는 달마티아 고원의, 스플리트에서 북쪽으로 60 km 떨어진 크닌을 중심으로 하여 리카, 코르둔, 바노비나, 슬라보니아 지역 등 여러 곳에 크로아티아 정부에 반대하여 대대적인 반란을 일으켰다. 1991년 1월에는 몬테네그로 및 세르비아 내 자치주인 보이보디나와 코소보의 지원을 받은 세르비아가 유고슬라비아의 대통령직에 크로아티아 보안군의 무장 해제를 위한 유고 인민군의 작전을 승인받으러 시도하였으나 실패하였다. 3월에는 크로아티아 내에서 크로아티아 경찰과 세르브계 반군 사이 무혈충돌이 일어나 유고 인민군이 유고슬라비아의 대통령에 전시 권한을 부여하고 국가비상사태를 선포해야 한다고 주장하였으나 이 또한 무산되었다. 세르비아와 동맹국을 지원을 받아 유고슬라비아 대통령직을 압박하였으나 3월 15일 유고 인민군의 건의는 전부 반려되었다. 세르비아의 슬로보단 밀로셰비치는 유고슬라비아 연방의 존속보다는 세르비아의 팽창을 더 지지하면서 공개적으로 유고 인민군을 세르비아의 군대로 바꾸겠다고 위협하였으며 연방 대통령의 권한을 더 이상 인정하지 않겠다고 선포하였다. 이 위협 이후 유고 인민군이 밀로셰비치의 통제 하에 들어가자 유고 인민군은 유고슬라비아 보존 계획을 포기하고 점점 세르비아의 확장 계획으로 끌려가게 된다. 3월 말에는 양 민족간의 분쟁으로 첫 사망자가 발생하며 분쟁이 고조되었다. 4월 초에는 크로아티아 내 세르브계 반군 지도자들이 모여 자신 통제 하의 지역과 세르비아와 한 국가로 통합할 것이라고 발표하였다. 크로아티아 정부는 이를 분리독립 시도로 간주하였다.
1991년 당시 크로아티아는 정규군 병력이 없었다. 크로아티아는 병력을 강화하기 위해 경찰 병력을 2만명, 2배로 늘렸다. 크로아티아 경찰 중에서는 군 조직을 받아들어 세워진 12개 대대 3천명의 특수경찰이 제일 강력하였다. 그 외에 16개 대대 10개 중대 9천명에서 1만명 가까이 되는 규모의 지역 조직 예비경찰도 있었으나 지방경찰은 무기가 부족하였다. 상황이 악화되자 5월에는 5개 특수경찰 대대를 4개 전문 근위여단으로 확대시킨 크로아티아 국가방위군(크로아티아어: Zbor narodne garde, ZNG)를 창설하였다. 국가방위군은 크로아티아 국방부의 지휘 하에 있었으며 유고 인민군 퇴역 장군인 마르틴 슈페겔을 지휘관으로 하여 총 4개 근위여단 8천명의 병력으로 구성되어 있었다. 예비경찰 부대도 4만명으로 확대하고 국가방위군 산하로 편입시켜 19개 여단과 14개 독립대대로 재편하였다. 근위여단은 국가방위군 내에서 소화기를 완비한 유일한 부대였으나, 국가방위군 전체적으로 보면 중화기의 수가 매우 부족했으며 여단급 이상 지휘구조가 부실했다. 중장비의 부족이 너무 심해 국가방위군은 박물관 및 영화 스튜디오에서 징발한 제2차 세계 대전 시기 포에 의존하였다. 당시 크로아티아의 비축 무기량은 해외에서 구입한 소화기 3만정 및 기존에 경찰이 보유하고 있던 소화기 15,000정만 있었다. 근위여단으로 편성되며 줄어든 경찰 병력을 채우기 위해 1만명 규모의 특수경찰이 다시 추가되었다.

## 전조
1991년 6월, 세르브계가 바노비나 지역에 세르비아 크라이나 자치주(SAO 크라이나)의 독립을 선포하면서 바노비나 지역의 분쟁은 급격하게 늘어갔다. 드보르, 글리나, 흐르바트스카코스타이니차 3개 마을은 세르브인 다수 거주 지역이었으나 세르브계 외 주민들도 다수 거주하고 있는 혼합형에 가까운 곳이었다. 6월 24일, 시사크 경찰청은 드보르-흐르바트스카코스타이니차 고속도로를 따라 우나강 계곡에 있는 코지브로드 마을에 새 경찰서를 세웠다. 경찰서에는 경찰 2개 소대와 제2근위여단 시사크 중대 소속 국가방위군 병력을 배치하였다. 신설된 경찰서에 대해 SAO 크라이나 정부는 강력하게 반발하여 설치된 당일 경찰서를 철거하라고 최후통첩을 내리며 크로아티아 정부가 최후통첩에 응하지 않을 경우 강제로 철거시키겠다고 위협했다.
6월 25일에서 26일로 넘어가는 밤, SAO 크라이나 군대는 드보르의 경찰서를 장악하고 글리나 경찰서를 공격하기 시작했다. 세르브계 군대는 1시간도 채 되지 않아 글리나 경찰서를 장악하였으며 이후 시사크에서 증원된 경찰과 루츠코 대테러부대에게 밀렸다. 이 충돌로 크로아티아 경찰 1명이 사망하고 6명이 부상을 입었다. 글리나에서의 공격으로 SAO 크라이나가 글리나 경찰서를 장악하지는 못했으나 크로아티아 경찰관 16명이 인질로 붙잡혔다. 포로들은 크닌 수용소와 골루비치의 구금소로 끌려갔다. 이 전투로 유고 인민군은 2개 마을에 병력을 배치하였다. 같은 날 흐르바트스카코스타이니차 인근에서도 전투가 일어났다. 6월 30일에는 드보르를 중심으로 세르브계 주민 다수가 안전을 위해 노비그라드 등 다른 도시로 대피하였다. 6월 28일이 되면 글리나에는 소수의 여성과 아이들, 노인만 마을에 남았다. 마을 안의 상점들은 문을 닫았고 거리는 유고 인민군 장갑차들이 순찰하였다. 전투 후 유고 인민군은 경찰서에 병력을 배치하였으나 세르브계 크로아티아인 반군들은 나머지 마을 전체를 점령하였다.
7월 중순, 세브르계 크로아티아인 반군의 수도인 크닌에서 드라간 바실코비치가 바노비나 지역으로 파견되어 반군을 세우기 시작했다. 7월 21일부터 지역 반군 지휘관을 지휘하기 시작했으며 이틀 후에는 드보르에서 SAO 크라이나의 유명한 지도자 중 한명인 밀란 마르티치와의 회견에서 지역 내 세르브계 크로아티아인 군사의 지휘부를 세웠다고 발표하였다. 지역 지휘부를 세운 지 하루 후인 7월 24일에는 바실코비치가 세운 크로아티아 병력을 바노비나 지역에서 밀어버리겠다는 계획을 세르브계 반군이 수용하였다. 7월 25일, 코지브로드 경찰서를 향해 박격포 14발이 발사되었다. 이 공격으로 사상자는 없었으나 여파로 SAO 크라이나 정부는 수확을 위해 8월 10일까지 충돌하지 않겠다는 정전 협정을 요청했다.

## 작전
작전명 '스틴거 작전'으로 이름붙여진 공세는 드보르와 흐르바트스카코스타이니차 사이 크로아티아계 다수 거주 마을 및 글리나 경찰서의 장악을 목표로 하였다. 공세에 투입한 병력은 크닌에서 올라온 특수경찰 선봉대이자 바실코비치가 지휘하는 SAO 크라이나 영토방위군 산한 제7 바니야 사단의 부대였다. 이 작전은 7월 26일 오전 10시 경부터 글리나, 코스타이니차, 토푸스코를 1시간 동안 박격포로 공격하며 시작되었다. 바실코비치는 글리나, 드보르, 흐르바트스카코스타이니차, 페트리냐 사이에 있는 즈린스카고라산의 샤마리차 지역에 지휘부를 두었다.

### 글리나 지역
글리나 지역의 공세는 SAO 크라이나 병사가 경찰서와 아주 가까이 있던 유고 인민군의 장갑차에 사격을 하기 시작하면서 시작되었다. 이는 위장술책 시도로 장갑차의 유고 인민군 병사가 마치 크로아티아 경찰이 발포한 것처럼 속여 경찰서로 발포하도록 유도하기 위한 시도였다. 장갑차를 공격하던 인물은 경찰에게 계속 감시되고 있었고 이내 경찰서에서 총격을 받았으나 유고 인민군이 역으로 총격을 하였다. 당시 유고 인민군 대령은 세르브계 반군이 현장을 떠나지 않을 시 무력으로 공격하겠다고 위협하였다. 바실코비치와의 협의를 통해 SAO 크라이나 병력은 비두셰바츠로 이동하여 학교와 교회 등 다수의 민간 건물에 총격하고 나서 돌아 다른 방향으로 경찰서로 접근하였다. 다음날까지 박격포 지원을 받으며 공격을 계속 이어나갔다. 경찰서는 7월 27일 오전 11시 8분에 함락되었다. SAO 크라니아의 군 보고서에 따르면 전투로 크로아티아 군인 및 경찰 27명이 사망하였다고 보고되어 있다. 크로아티아 소식통에서는 경찰 2명이 사망하고 2명이 부상을 입었으며, 저격수의 총격으로 민간인 2명이 사망했다고 발표했다. 또한 독일의 쥐트도이체 차이퉁의 기자인 에곤 슈코틀란트가 글리나에서 동료 기자와 함께 '기자'임이 명시된 차량을 타고 떠나던 도중 저격수에게 총상을 받아 사망하였다. 글리나에 있던 남은 크로아티아 경찰들은 비두셰바츠 방향으로 빠져나갔다.

### 우나 계곡 지역

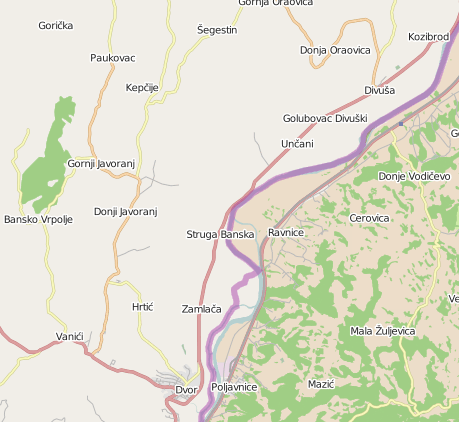
드보르에서 코지브로드 사이 우나강 계곡의 지도. 지도에 그려진 보라색 국경을 기준으로 왼쪽은 크로아티아, 오른쪽은 보스니아 헤르체고비나의 영토이다.

우나강을 따라 이어진 크로아티아의 마을들도 1시간가량 박격포 공격을 받은 후 진격이 이어지기 시작했다. 7월 26일 오전 10시부터 약 250여 발의 박격포탄이 떨어졌으며 직후 보병의 공세가 시작되었다. 공세는 크닌에서 뽑은 SAO 크라이나 특수부대 50명, 경찰 50명, 징집병 700명으로 구성되었다. 유고 인민군은 스트루가에서 코지브로드 사이 지역에 크로아티아 경찰 및 영토방위군이 대략 240-280명가량 배치되어 있다고 추정하였다. SAO 크라이나는 브라초 오를로비치가 이끄는 1개 대대를 드보르에서 시작하여 북쪽으로 잠라차 마을을 지나 스트루가 마을까지 진격한다는 계획을 세웠다. 되도록이면 제 위치를 버티며 가능하다면 진격하라는 명령을 받았다. 뒤를 이은 추가 부대가 크로아티아 방어군을 따돌리고 확실하게 밀어내기로 하였는데 징집병 소대로 보강된 니콜라 순다치의 특전소대가 스투라가를 우회하여 운차니에서 스트루가 사이의 도로를 따라 점령해 막아버려서 코지브로드로 가는 길을 막기로 하였다. 그러는 동안 젤코 사나데르가 이끄는 또 다른 특전소대는 볼리냐와 쿨랴니 마을을 점령한 후 코지브로드로 향하기로 하였으며, 미초 포포비치가 이끄는 제2대대가 디부샤, 골루보바츠디부슈키, 코지브로드의 크로아티아군을 공격하기로 하였다.
오를로비치의 대대가 무방비 상태인 잠라차 마을을 점령한 후 세르브계 반군은 집집마다 수색하며 샅샅이 뒤지며 집에 있던 민간인들을 전부 큰길가로 보냈다. 약 50명의 민간인을 마을에서 포로로 잡은 후 스트루가를 향해 장갑차랑 같이 걷게 하면서 인간 방패를 세웠다. 오후 1시까지 순다치의 특전소대를 제외한 나머지 드보르와 코지브로드 사이 진격을 맡은 부대가 초기 목표를 달성하였다. 오후 2시 30분부터 스트루가를 공격하기 시작했다. 스트루가의 방어군은 세르브계 선봉대와 교전하기 시작했으며 방어군은 잠라차 마을에서 무슨 일이 일어났는지 알지 못했다. SAO 크라이나 병력이 인간 방패와 함께 도착하자 방어군은 발포하기를 주저했다. 그 결과 한 집에 배치된 크로아티아 경찰관 3명은 포위되었다가 항복하였다. 세르브계 병사는 이들의 옷을 전부 벗긴 후 도망가라고 명령한 후 쏴 사살하였다. 어떻게 대처해야 할 지 정하지 못한 크로아티아군은 남쪽으로 철수하였다. 인간 방패를 동원한 세르브계 군대는 매우 느리게 움직였으며 잠라차에서 스트루가 중심부까지 이동하는 데 6시간이 걸렸다.
인간 방패를 동원한 장갑차 부대는 스트루가 마을 중심부에서 매복해 있던 경찰관 1명과 민간인 1명의 공격을 받았는데 이들은 허리에 수류탄 3개를 맨 채 손에 수류탄을 들고 장갑차를 향해 달렸다. 수류탄이 폭발함과 함께 총성이 터졌고 인간방패로 쓰이던 민간인들은 도망갔다. 매복 공격을 했던 경찰관과 민간인 둘 다 살해되었는데, 일부 소식통에서는 이 두명을 예비경찰 밀레 블라제비치, 교통경찰 젤코 필리포비치라고 말하기도 한다. 오후 4시 즈음 크로아티아군이 반격을 시작하여 포포비치가 이끄는 부대 대부분이 퇴각하였다. 포포비치와 곁에 남은 병사 대여섯명은 항복하였다. 스트루가의 전투 중 SAO 크라이나 병사 5명 이상이 사망하고 20명이 부상을 입었다. 오후 6시, 오를로비치가 이끄는 부대는 병사들의 집단탈영으로 80% 정도가 도주하였다. 오후 7시 즈음에는 스트루가에서의 격렬한 전투와 집단탈영으로 드보르 본부의 SAO 크라이나군 지휘관인 보그단 바야기치는 유고 인민군의 개입을 요청하였다. 유고 인민군은 바야기치에게 페트리냐에서부터 부대를 파견했다고 알리며 크로아티아 경찰과의 전투를 더 이상 하지 못하게 막고 바실코비치의 요청으로 글리나에도 증원군으로 2개 소대를 보냈다. 오후 7시 50분 경 유고 인민군 전차가 스트루가에 도착하여 완충지대를 세우기 시작했다. 스트루가의 크로아티아군은 유고 인민군이 병력수송장갑차 1대를 제공하고 흐르바트스카코스타이니차 마을까지 엄호하며 호송해 주면 마을에서 철수하겠다고 제안하였다. 전투로 크로아티아 경찰 12명, 민간인 20명이 사망하였다.

## 여파
7월 28일에도 세르브계 반군에게 포위된 토푸스코를 중심으로 전투가 계속 이어졌다. 같은 날 흐르바트스카코스타이니차와 흐르바트스카두비차 마을 인근에서도 격렬한 전투가 펼쳐졌다. 드보르에서는 순다치 및 소속 병사 수 명이 SAO 크라이나 군지휘부로 들어가 소대원의 전투 피해를 물으며 지역 사령관을 위협하였다. 이 무리는 정부에게 포로를 전부 자신에게 넘기라고도 요구하였으나 이 요구는 거부되었다. 결국 이들은 드보르 공립병원으로 몰려가 부상을 입은 민간인 8명과 경찰관 2명을 강제로 끌어내어 군중 100여명이 보고 있는 가운데 집단으로 구타하였다. 이 과정에서 10명 모두 사망하였다거나 임산부 수 명만 사망했다는 서로 상반된 보도들이 나오고 있다. 7월 29일에는 스트루가, 운차니, 디부샤, 골루보바츠디부슈키에 남아 있던 크로아티아 민간인들이 유고 인민군의 호송으로 흐르바트스카코스타이니차로 대피하였다. 피난민 행렬이 코지브로드에 도착하자 코지브로드 마을 주민들도 피난민 행렬에 합류하였으며 곧이어 코지브로드에 주둔했던 경찰과 영토방위군도 따라 나왔다. 이 피난으로 SAO 크라이나와 유고 인민군은 바노비나 대부분을 점령하였다.

### 이후 전투
8월 7일 바노비나 지역에 다시 한번 전투가 시작되는데, 흐르바트스카코스타이니차 지역에서 충돌이 시작되었으며 토푸스코를 향해 박격포 공격이 이어졌다. 8월 14일에는 6월 글리나 경찰서의 첫 공격으로 포로가 된 크로아티아 경찰관들이 포로 교환으로 석방되었다. 8월 25일에는 크로아티아의 대통령 프라뇨 투지만이 시사크와 페트리냐 외에도 흐르바트스카코스타이니차 지역의 크로아티아군을 방문, 검열하였다. 9월 9일에는 흐르바트스카코스타이니차 마을이 포위되면서 크로아티아군은 큰 위협을 받았다. 3일 후 SAO 크라이나군은 마을을 한눈에 볼 수 있는 언덕을 장악하였으며 크로아티아군은 흐르바트스카코스타이니차 마을에서 철수하기 시작했다. 9월 13일에는 유고 인민군의 포병과 전차 지원을 받은 집중공격으로 크로아티아군 300여명이 후퇴하거나 항복하면서 SAO 크라이나군이 마을을 완전히 장악하였다. 마을 점령 직후 마을 및 주변 건물에 대한 약탈, 방화, 살해가 이어졌다. 마을에서 크로아티아군 67명이 포로로 잡혀 글리나의 수용소로 보내졌으나 이들 중 실제로 도착한 포로는 한 명도 없었다. 또한 같은 날 SAO 크라이나군은 흐르바트스카두비차 마을을 점령하였으며 9월 14일에는 토푸스코 마을을 점령하였다. 9월 21일에는 페트리냐 마을도 SAO 크라이나군과 유고 인민군이 점령하면서 크로아티아는 쿠파강 남안(오른쪽 지역)의 중요한 교두보 지역을 전부 잃어버렸다. 페트리냐 점령은 마르티치가 SAO 크라이나의 점령 계획을 발표한 지 1달이 되어서 일어났다.
월말까지 세르브계 반군과 유고 인민군은 강 남안 지역을 거의 다 점령하였으며 지역 통제선 또한 안정적인 상태가 되었다. 밴스 계획으로 1992년 1월 3일 휴전이 발효되기 이전 세르브계 반군 및 유고 인민군은 강 남안에 남은 크로아티아군을 향해 공세를 2번 펼쳤으나 실패하였다. 이 공격은 유고 인민군의 가을 전역의 일부분으로 이뤄져 10월 17-18일의 슬라나-노비파르카시치 지역 공세와 11월 2일 수냐 2차례의 공세로 구분되었다. 같은 시기 크로아티아 영토방위군도 12월 11-13일 사이 글리나 마을 탈환을 위해 휠윈드 작전을 개시하였으나 실패하였다. 두비차 지역에 남아 있던 크로아티아인 120명은 심각한 박해를 받았는데 10월 21일 바친 마을에서 크로아티아인 83명이 학살당했으며 11월 20일에는 남아 있던 크로아티아인 전원을 체포한 후 추방하였다.

### 전범 재판

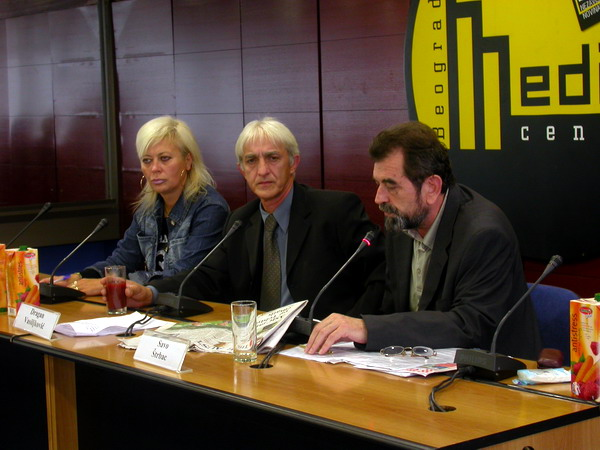
2005년 베오그라드에서의 드라간 바실코비치(가운데).

호주 법원 문서에 따르면, 2006년 1월 10일 시베니크 지방법원이 드라간 바실코비치의 체포 영장을 발부하였다. 영장 발부 혐의는 포로에 대한 전쟁 범죄 혐의 2건과 민간인에 대한 전쟁 범죄 혐의 1건으로 구성되었다. 민간인 대상 전쟁범죄 혐의는 글리나 마을 공격 과정에서 일어난 민간인 학살 범죄가 있었다. 바실코비치는 2006년 호주에서 체포되었으나 자신은 호주 국적자로 크로아티아에서 공정한 재판을 받을 수 없다고 송환에 반대하여 항소하였다. 2009년 오스트레일리아 연방법원에서는 항소를 받아들여 석방되었다. 하지만 오스트레일리아 고등법원이 항소심의 결정을 뒤집었고 바실코비치는 43일간의 경찰 수색 끝에 다시 체포되었다. 이어 바실코비치는 다른 이유를 들어 송환에 반대한다고 호소하였다. 바실코비치의 송환은 2012년 11월 오스트레일리아 내무부 장관인 제이슨 클레어가 받아들었으나 바실코비치는 이 결정에 항소하였다. 2014년 12월 연방법원에서는 송환하라는 판결을 내렸다. 2015년 7월 8일 시드니 국제공항에서 출국하여 크로아티아로 송환된 바실코비치는 자그레브 국제공항에서 입국 직후 체포되어 스플리트의 교도소로 이송되었다.
바실코비치는 2016년 9월 20일 크로아티아에서 재판을 시작하여 2017년 9월 15년형을 선고받았다. 2020년 3월 28일 호주에서 구금된 시간을 포함하여 형기를 전부 마치고 만기출소하였다.
1994년, 크로아티아 정부는 전 SAO 크라이나 경찰관이었던 주로 주리치를 스트루가, 잠라차, 코지브로드 마을에서 전쟁 범죄를 저지른 혐의로 궐석재판에 넘겼다. 주리치는 유죄 판결을 받고 20년 형을 선고받았다. 주리치는 2001년 드보르 국경검문소에서 크로아티아 경찰에게 항복하였다. 구금된 지 2달 만에 석방되어 크로아티아에서 출국하였다. 2009년 2월 주비치는 다시 크로아티아로 돌아왔는데 이 때 같은 혐의로 또 다시 체포되었다. 한달 후 주비치는 목격자들의 심문을 받고 풀러났고 전쟁 범죄 혐의에 대해서도 증거 부족으로 끝났다.

## 참고 문헌
서적
- Bugajski, Janusz (1994). 《Ethnic Politics in Eastern Europe: A Guide to Nationality Policies, Organizations, and Parties》. Armonk, New York: M.E. Sharpe. ISBN 9781563242823.
- Central Intelligence Agency, Office of Russian and European Analysis (2002). 《Balkan Battlegrounds: A Military History of the Yugoslav Conflict, 1990–1995》. Washington, D.C.: Central Intelligence Agency. OCLC 50396958.
- 《Eastern Europe and the Commonwealth of Independent States》. London, England: Routledge. 1999. ISBN 978-1-85743-058-5.
- Gagnon, V. P., Jr. (2006). 《The Myth of Ethnic War: Serbia and Croatia in the 1990s》. Ithaca, New York: Cornell University Press. ISBN 9780801472916.
- Hoare, Marko Attila (2010). 〈The War of Yugoslav Succession〉.   Ramet, Sabrina P. 《Central and Southeast European Politics Since 1989》. Cambridge, England: Cambridge University Press. 111–136쪽. ISBN 978-1-139-48750-4.
- Ramet, Sabrina P. (2006). 《The Three Yugoslavias: State-Building And Legitimation, 1918–2006》. Bloomington, Indiana: Indiana University Press. ISBN 978-0-253-34656-8.
- Rupić, Mate, 편집. (2007). 《Republika Hrvatska i Domovinski rat 1990.-1995. - Dokumenti, Knjiga 1.》 [The Republic of Croatia and the Croatian War of Independence 1990-1995 - Documents, Volume 1] (PDF) (크로아티아어). Zagreb, Croatia: Hrvatski memorijalno-dokumentacijski centar Domovinskog rata. ISBN 978-953-7439-13-2. 2016년 11월 26일에 원본 문서 (PDF)에서 보존된 문서. 2014년 12월 26일에 확인함.
- Woodward, Susan L. (1995). 《Balkan Tragedy: Chaos and Dissolution after the Cold War》. Washington, D.C.: Brookings Institution Press. ISBN 9780815722953.

저널 논문
- Marijan, Davor (May 2012). “The Sarajevo Ceasefire – Realism or strategic error by the Croatian leadership?”. 《Review of Croatian History》 (Croatian Institute of History) 7 (1): 103–123. ISSN 1845-4380.
- Ružić, Slaven (December 2011). “Razvoj hrvatsko-srpskih odnosa na prostoru Benkovca, Obrovca i Zadra u predvečerje rata (ožujak - kolovoz 1991. godine)” [The Development of the Croatian-Serbian Relations in Benkovac, Obrovac and Zadar on the Eve of War (March-August 1991)]. 《Journal - Institute of Croatian History》 (크로아티아어) (Institute of Croatian History, Faculty of Philosophy Zagreb) 43 (1): 399–425. ISSN 0353-295X.

뉴스 보도
- Arbutina, Zoran; Legović, Alen (2011년 7월 26일). “Napadi na ratne reportere ostaju nekažnjeni” [Attacks on War Reporters Remain Unpunished] (크로아티아어). Deutsche Welle.
- Bormann, Trevor (2011년 5월 27일). “The Real Captain Dragan”. ABC News (Australia).
- Cowell, Alan (1991년 9월 22일). “Croatians Under Fierce Assault; Pleas for Real Truce Are Ignored”. 《The New York Times》.
- Engelberg, Stephen (1991년 3월 3일). “Belgrade Sends Troops to Croatia Town”. 《The New York Times》. 2013년 10월 2일에 원본 문서에서 보존된 문서.
- Engelberg, Stephen (1991년 7월 6일). “Conflict in Yugoslavia; Quiet War Spills Blood Inside Croatian Borders”. 《The New York Times》.
- Engelberg, Stephen (1991년 7월 31일). “A Day of Terror and Death on a Serb-Croat Divide”. 《The New York Times》.
- Frank, Robert (2012년 12월 9일). “Hrvatski gardist Ivan Turudić: Kapetan Dragan divljački me odvalio i naredio smaknuće mene i mog suborca Jaklovića” [Croatian Guardsman Ivan Turudić: Captain Dragan Savagely Hit Me and Ordered My and Jaklović's Execution]. 《Novi list》 (크로아티아어). 2020년 7월 12일에 원본 문서에서 보존된 문서. 2020년 7월 8일에 확인함.
- “Geburtstag: Seit 20 Jahren hilft Reporter ohne Grenzen verfolgten Journalisten” [Birthday: Reporters Without Borders Helping Journalists for 20 Years]. 《Focus》 (독일어). 2014년 6월 17일. 2015년 2월 7일에 원본 문서에서 보존된 문서. 2020년 7월 8일에 확인함.
- Hogg, Marie (2014년 12월 12일). “Dragan Vasiljkovic "Captain Dragan" Faces Croatia Extradition”. 《The Australian》.
- Grgurić, Jasmina (2013년 7월 26일). “Struga Banska – heroj otpora srpskom agresoru u Pounju” [Struga Banska - Hero of the Resistance to Serbian Aggressor]. 《Večernji list》 (크로아티아어).
- “Karamarko: Tuđman je vodio općenarodni pokret koji je stvorio Hrvatsku” [Karamarko: Tuđman Led a Nationwide Movement which Created Croatia] (크로아티아어). Nova TV (Croatia). HINA. 2011년 7월 26일.
- Kobescak, Snjezana (2009년 2월 4일). “Mesić: Kapetan Dragan će biti izručen” [Mesić: Captain Dragan Shall Be Extradited] (크로아티아어). Deutsche Welle.
- “Milosevic Indictment: Text”. 《BBC News》. 2001년 10월 29일.
- Odić, Tadija (2011년 6월 26일). “Uz grob Tomislava Roma obilježena 20. godišnjica napada” [20th Anniversary of Attack Marked Next to Tomislav Rom's Grave]. 《Večernji list》 (크로아티아어).
- Powers, Charles T. (1991년 8월 1일). “Serbian Forces Press Fight for Major Chunk of Croatia”. 《Los Angeles Times》.
- “Roads Sealed as Yugoslav Unrest Mounts”. 《The New York Times》. Reuters. 1990년 8월 19일. 2013년 9월 21일에 원본 문서에서 보존된 문서.
- Raguž, Jakša (2011년 8월 5일). “Boj za Strugu - velika bitka o kojoj se malo zna” [Battle of Struga – A Great Battle, of Which Little is Known]. 《Večernji list》 (크로아티아어).
- Raguž, Jakša (2014년 2월 13일). “Proboj iz Hrvatske Kostajnice” [Breakout from Hrvatska Kostajnica]. 《Večernji list》 (크로아티아어).
- Sabljić, Slaviša (2009년 3월 20일). “Istina konačno na slobodi” [Truth is Finally Free]. 《Politika》 (세르비아어).
- Sudetic, Chuck (1991년 4월 2일). “Rebel Serbs Complicate Rift on Yugoslav Unity”. 《The New York Times》. 2013년 10월 2일에 원본 문서에서 보존된 문서.
- Sudetic, Chuck (1991년 8월 20일). “Truce in Croatia on Edge of Collapse”. 《The New York Times》.
- Tagliabue, John (1991년 9월 14일). “Serbian Rebels Harden Control of Croatia Coast”. 《The New York Times》.
- “Tragična sudbina hrvatskoga sela Baćin” [Tragic Fate of Croatian Village of Baćin] (크로아티아어). Radio Vatican. 2013년 1월 20일.
- “Vjera u branitelje” [Faith in Defenders]. 《Slobodna Dalmacija》 (크로아티아어). 1999년 12월 11일.

기타 자료
- Nazor, Ante (January 2010). “Protuustavne odluke vodstva pobunjenih Srba iz ožujka I travnja 1991.” [March and April 1991 decisions of Rebel Serbs Against the Constitution] (크로아티아어). Ministry of Defence (Croatia). ISSN 1333-9036. 2015년 2월 6일에 원본 문서에서 보존된 문서.
- Nazor, Ante (March 2010). “Završne pripreme srpskih snaga za osvajanje Banovine i Pounja” [Final Preparations of Serb Forces for Conquest of Banovina and Una Valley] (크로아티아어). Ministry of Defence (Croatia). ISSN 1333-9036. 2011년 8월 23일에 원본 문서에서 보존된 문서. 2014년 12월 26일에 확인함.
- Nazor, Ante (April 2010). “Izvješća o napadima srpskih postrojbi na području Banovine i Pounja u srpnju 1991. (II. dio)” [Reports on Attacks of Serb Units in the Region of Banovina and Una River in July 1991 (Part 2)] (크로아티아어). Ministry of Defence (Croatia). ISSN 1333-9036. 2015년 2월 6일에 원본 문서에서 보존된 문서.
- Nazor, Ante (May 2010). “Izvješća o napadima srpskih postrojbi na području Banovine i Pounja u srpnju 1991. (VII. dio)” [Reports on Attacks of Serb Units in the Region of Banovina and Una River in July 1991 (Part 7)] (크로아티아어). Ministry of Defence (Croatia). ISSN 1333-9036. 2015년 2월 6일에 원본 문서에서 보존된 문서.
- Nazor, Ante (May 2010). “Izvješća o napadima srpskih postrojbi na području Banovine i Pounja u srpnju 1991. (VIII. dio)” [Reports on Attacks of Serb Units in the Region of Banovina and Una River in July 1991 (Part 8)] (크로아티아어). Ministry of Defence (Croatia). ISSN 1333-9036. 2015년 3월 7일에 원본 문서에서 보존된 문서. 2014년 12월 25일에 확인함.
- Nazor, Ante (May 2010). “Izvješća o napadima srpskih postrojbi na području Banovine i Pounja u srpnju 1991. (IX. dio)” [Reports on Attacks of Serb Units in the Region of Banovina and Una River in July 1991 (Part 9)] (크로아티아어). Ministry of Defence (Croatia). ISSN 1333-9036. 2014년 12월 25일에 원본 문서에서 보존된 문서. 2014년 12월 25일에 확인함.
- Nazor, Ante (June 2010). “Izvješća o napadima srpskih postrojbi na području Banovine i Pounja u srpnju 1991. (X. dio)” [Reports on Attacks of Serb Units in the Region of Banovina and Una River in July 1991 (Part 10)] (크로아티아어). Ministry of Defence (Croatia). ISSN 1333-9036. 2014년 12월 25일에 원본 문서에서 보존된 문서. 2014년 12월 25일에 확인함.
- “Obilježena 22. obljetnica početka oružanog otpora srpskom agresoru u Glini” [22nd Anniversary of Start of Armed Resistance to Serbian Aggressor in Glina Marked] (크로아티아어). Ministry of the Interior (Croatia). 2013년 6월 26일. 2016년 3월 5일에 원본 문서에서 보존된 문서. 2020년 7월 8일에 확인함.
- “Question of the Human Rights of All Persons Subjected to any Form of Detention or Imprisonment, in Particular: Question of Enforced or Involuntary Disappearances”. United Nations Economic and Social Council. 1995년 1월 12일.
- “Snedden v Republic of Croatia [2009] FCA 30 (3 February 2009)” (PDF). Federal Court of Australia. 2009년 2월 3일.
- “Yugoslavia: further reports of torture and deliberate and arbitrary killings in war zones”. Amnesty International. March 1992. 2016년 3월 6일에 원본 문서에서 보존된 문서. 2020년 7월 8일에 확인함.
- “Yugoslavia: Human Rights Abuses in the Croatian Conflict” (PDF). Human Rights Watch. 1991년 8월 31일.